# Нафтовик (стадіон, Охтирка)
«Нафтови́к» — футбольний стадіон у місті Охтирка Сумської області (Україна). Вміщує 5256 глядачів.
Стадіон є домашньою ареною футбольного клубу першої ліги чемпіонату України «Нафтовик-Укрнафта». На «Нафтовику» було проведено понад 300 матчів у різних лігах чемпіонату України, у тому числі 24 матчі вищої ліги, а також 18 кубкових матчів.
| № п/п | Дата              | Команда-господар    | Команда-суперник | Рахунок | Кількість глядачів |
| ----- | ----------------- | ------------------- | ---------------- | ------- | ------------------ |
| 1     | 18 березня 1992   | «Нафтовик»          | «Буковина»       | 0:0     | 2100               |
| 2     | 21 березня 1992   | «Нафтовик»          | «Прикарпаття»    | 1:0     | 3000               |
| 3     | 5 квітня 1992     | «Нафтовик»          | «Нива» Т         | 0:0     | 3100               |
| 4     | 8 квітня 1992     | «Нафтовик»          | «Волинь»         | 2:1     | 2000               |
| 5     | 19 квітня 1992    | «Нафтовик»          | «Металіст»       | 1:0     | 3500               |
| 6     | 18 травня 1992    | «Нафтовик»          | «Зоря-МАЛС»      | 2:2     | 2500               |
| 7     | 21 травня 1992    | «Нафтовик»          | «Дніпро»         | 0:1     | 4500               |
| 8     | 14 червня 1992    | «Нафтовик»          | СК «Одеса»       | 3:1     | 3500               |
| 9     | 17 червня 1992    | «Нафтовик»          | «Динамо»         | 1:3     | 3500               |
| 10    | 21 липня 2007     | «Нафтовик-Укрнафта» | «Шахтар»         | 0:3     | 5200               |
| 11    | 5 серпня 2007     | «Нафтовик-Укрнафта» | «Чорноморець»    | 0:1     | 5300               |
| 12    | 18 серпня 2007    | «Нафтовик-Укрнафта» | «Металург» З     | 0:1     | 5200               |
| 13    | 1 вересня 2007    | «Нафтовик-Укрнафта» | «Кривбас»        | 1:2     | 5000               |
| 14    | 21 вересня 2007   | «Нафтовик-Укрнафта» | «Металург» Д     | 2:2     | 4500               |
| 15    | 20 жовтня 2007    | «Нафтовик-Укрнафта» | «Зоря»           | 0:0     | 4500               |
| 16    | 4 листопада 2007  | «Нафтовик-Укрнафта» | «Ворскла»        | 2:0     | 4500               |
| 17    | 12 листопада 2007 | «Нафтовик-Укрнафта» | «Металіст»       | 0:2     | 4500               |
| 18    | 1 грудня 2007     | «Нафтовик-Укрнафта» | «Арсенал»        | 1:0     | 4500               |
| 19    | 9 березня 2008    | «Нафтовик-Укрнафта» | «Дніпро»         | 1:1     | 5000               |
| 20    | 22 березня 2008   | «Нафтовик-Укрнафта» | «Карпати»        | 0:0     | 5000               |
| 21    | 6 квітня 2008     | «Нафтовик-Укрнафта» | ФК «Харків»      | 1:4     | 4400               |
| 22    | 20 квітня 2008    | «Нафтовик-Укрнафта» | «Динамо»         | 0:3     | 5350               |
| 23    | 26 квітня 2008    | «Нафтовик-Укрнафта» | «Таврія»         | 0:1     | 5000               |
| 24    | 11 травня 2008    | «Нафтовик-Укрнафта» | «Закарпаття»     | 3:2     | 4500               |

Під час матчу 20 квітня 2008 року між «Нафтовиком-Укрнафтою» і київським «Динамо» відбулися сутички між фанами команд, внаслідок чого на 89-й хвилині матч зупинили на 20 хвилин, 12 київських фанів було заарештовано. У січні 2009 року за цей інцидент з «Нафтовика-Укрнафти» було знято 3 очки в турнірній таблиці.
| № п/п | Дата              | Команда-господар              | Команда-суперник             | Рахунок       | Кількість глядачів |
| ----- | ----------------- | ----------------------------- | ---------------------------- | ------------- | ------------------ |
| 1     | 23 лютого 1992    | «Нафтовик» (Охтирка)          | «Таврія» (Сімферополь)       | 3:1           | 2000               |
| 2     | 28 квітня 1992    | «Нафтовик» (Охтирка)          | «Металіст» (Харків)          | 1:0           | 3100               |
| 3     | 7 серпня 1992     | «Нафтовик» (Охтирка)          | «Ворскла» (Полтава)          | 3:2           | 2500               |
| 4     | 2 вересня 1992    | «Нафтовик» (Охтирка)          | «Торпедо» (Запоріжжя)        | 1:0           | 3000               |
| 5     | 15 жовтня 1997    | «Нафтовик» (Охтирка)          | «Карпати» (Мукачеве)         | 4:0           | 2000               |
| 6     | 26 жовтня 1997    | «Нафтовик» (Охтирка)          | «Зірка-НІБАС» (Кіровоград)   | 1:1           | 3000               |
| 7     | 9 березня 1998    | «Нафтовик» (Охтирка)          | «Чорноморець» (Одеса)        | 3:0           | 3000               |
| 8     | 27 вересня 1998   | «Нафтовик» (Охтирка)          | «Електрон» (Ромни)           | 2:0           | 2500               |
| 9     | 2 жовтня 1998     | «Нафтовик» (Охтирка)          | «Волинь» (Луцьк)             | 5:4           | 1500               |
| 10    | 11 березня 2000   | «Нафтовик» (Охтирка)          | «Металург» (Запоріжжя)       | 0:2           | 2500               |
| 11    | 16 вересня 2001   | «Нафтовик» (Охтирка)          | «Чорноморець» (Одеса)        | 2:1           | 2000               |
| 12    | 24 серпня 2002    | «Нафтовик» (Охтирка)          | «Дніпро» (Дніпропетровськ)   | 0:3           | 6000               |
| 13    | 24 серпня 2003    | «Нафтовик» (Охтирка)          | «Металург» (Запоріжжя)       | 1:2 дч        | 7000               |
| 14    | 21 серпня 2004    | «Нафтовик-Укрнафта» (Охтирка) | «Ворскла-Нафтогаз» (Полтава) | 4:0           | 5500               |
| 15    | 16 жовтня 2004    | «Нафтовик-Укрнафта» (Охтирка) | «Дніпро» (Дніпропетровськ)   | 0:2           | 4500               |
| 16    | 21 вересня 2005   | «Нафтовик-Укрнафта» (Охтирка) | «Сталь» (Алчевськ)           | 2:3           | 3000               |
| 17    | 25 вересня 2007   | «Нафтовик-Укрнафта» (Охтирка) | «Зоря» (Луганськ)            | 2:0           | 3500               |
| 18    | 17 листопада 2007 | «Нафтовик-Укрнафта» (Охтирка) | «Металург» (Донецьк)         | 2:3           | 4000               |
| 19    | 15 серпня 2009    | «Нафтовик-Укрнафта» (Охтирка) | «Металург» (Донецьк)         | 1:1, пен. 2:4 | 4000               |
| 20    | 8 серпня 2010     | «Нафтовик-Укрнафта» (Охтирка) | ФК «Львів» (Львів)           | 1:0           | 2100               |
| 21    | 27 жовтня 2010    | «Нафтовик-Укрнафта» (Охтирка) | «Зоря» (Луганськ)            | 0:1           | 2500               |